# بروس كاسيدي
بروس كاسيدي هو لاعب هوكي الجليد كندي، ولد في 20 مايو 1965 في أوتاوا في كندا.

## وصلات خارجية
- بروس كاسيدي على موقع دوري الهوكي الوطني (الإنجليزية)
- بروس كاسيدي على موقع قاعة مشاهير الهوكي (لاعب أن.إتش.أل) (الإنجليزية)
- بروس كاسيدي على موقع EliteProspects.com (الإنجليزية)
- بروس كاسيدي على موقع HockeyDB.com (الإنجليزية)
- بروس كاسيدي على موقع Hockey-Reference.com (الإنجليزية)